# Acapulco H.E.A.T. (serie de televisión)
Acapulco H.E.A.T es una serie de televisión de 1993. Siguió las aventuras del Equipo de Acción de Emergencia del Hemisferio, un grupo de agentes de alto secreto con base en Puerto Vallarta , Acapulco en México , reclutados por "C-5", una coalición intergubernamental secreta para combatir el terrorismo y otros crímenes internacionales. Para mantener un perfil bajo, el equipo se hizo pasar por modelos y fotógrafos que representaban un negocio de moda playera. El programa regresó para una segunda temporada (la producción comenzó en 1996) con un elenco nuevo y más pequeño; se emitió en Europa en 1997 y en los Estados Unidos durante 1998–99.

## Trama
Dirigidos por Ashley Hunter-Coddington (Catherine Oxenberg), exagente del MI6 , y Mike Savage (Brendan Kelly), exagente de la CIA , los miembros del HEAT luchan contra el terrorismo internacional y otros delitos. Reciben sus asignaciones de "Mr. Smith" (John Vernon), el misterioso jefe de C-5, una organización gubernamental secreta vinculada a las Naciones Unidas . El equipo opera desde Puerto Vallarta, México e internacionalmente bajo la 'tapadera' de una empresa de moda playera. Los miembros del equipo son: Catherine "Cat" Avery Pascal ( Alison Armitage ), una exladrona de gatos que tuvo que elegir entre cadena perpetua y trabajar en HEAT durante un año para tener un "borrón y cuenta nueva"; Tommy Chase (Michael Worth), un experto en artes marciales con un profundo conocimiento de la psicología humana; Brett Richardson ( Spencer Rochfort ), un ex SEAL de la Marina con un vasto conocimiento de explosivos; Krissie Valentine (Holly Floria), una genio de la informática que puede hacer cualquier cosa con las computadoras, sin importar la situación y, que finalmente se involucra románticamente con su compañero de equipo, Marcos Chávez (Randy Vásquez), miembro de Los Federales de México., y cuyos contactos locales en su base de operaciones resultan muy útiles; Arthur Small (Graham Heywood), propietario de Acapulco HEAT Beach Fashion, quien administra tanto la logística del equipo como las identidades falsas de sus miembros en "Beach Fashion Enterprise" y Claudio Divanti (Fabio), propietario del hotel donde tiene su sede el equipo.
Catherine ("Cat") Avery Pascal y Tommy Chase son los únicos personajes originales que regresan en la segunda temporada. La historia de la segunda temporada explicó la brecha de tiempo (alrededor de 3 años) entre temporadas al afirmar que el equipo HEAT (primera temporada) se había disuelto unos años después de los eventos de la primera temporada. Mientras tanto, "Cat" se convirtió en fotógrafo de moda playera y Tommy se convirtió en un "lobo solitario". Los dos fueron reclutados por la ex espía Nicole Bernard (Lydie Denier) y su protegida, Joanna Barnes (Christa Sauls), experta en informática. Continuaron luchando contra el crimen internacional respaldados por inversionistas privados; su "tapadera": dueños de una boutique de moda playera ("Acapulco HEAT Beach Fashion").

## Producción
El programa inicialmente produjo solo una temporada (1993-1994). Luego de una pausa de dos años, Acapulco H.E.A.T regresó para una segunda temporada con un elenco mayoritariamente nuevo. Esta segunda temporada se produjo en 1996 para su distribución mundial, pero también se emitió en los EE . UU . durante la temporada televisiva de 1998-1999. Una tercera temporada planificada no se materializó. Se realizaron un total de 48 episodios y han desarrollado una base de fanes y una audiencia internacional. La serie continúa transmitiéndose por cable y canales de transmisión. Se está desarrollando un largometraje basado en la serie y varios estudios importantes están considerando el proyecto para la producción.
El programa tenía un tema memorable, "I Feel the Heat", cantado por Sable Jeffries (primera temporada) y Pepper Mashay (segunda temporada).

## Episodios
| Temporada | Temporada | Episodios | Episodios | Emisión original          | Emisión original    |
| Temporada | Temporada | Episodios | Episodios | Primera emisión           | Última emisión      |
| --------- | --------- | --------- | --------- | ------------------------- | ------------------- |
|           | 1         | 22        | 22        | 1993 de septiembre del 28 | 1994 de mayo del 21 |
|           | 2         | 26        | 26        | 1998 de septiembre del 23 | 1999 de junio del 5 |